# Перехватчики 2
«Перехватчики 2» (англ. Interceptor Force 2) — телевизионный художественный фильм в жанре фантастического боевика, поставленный режиссёром Филлипом Ротом. Продолжение телефильма «Перехватчики» с Оливье Грюнером в главной роли.

## Сюжет
Действие происходит через четыре года после событий первой части. Лейтенант Шон Ламберт является командиром специального подразделения по борьбе с инопланетными угрозами на Земле. Когда внеземной корабль падает в восточной России, Ламберт и его отряд отправляются на место происшествия и вступают в нелегкую борьбу с практически неуязвимым существом, способным принимать 2 формы: «чистая энергия» и «субстанция», таким образом проходя сквозь стены и принимая человеческий облик. Пришелец желает взорвать российскую АЭС чтобы начать ядерную зиму и уничтожить человечество. Появление Ламберта заставляет пришельца начать личную охоту на него, после того как она узнаёт что именно Ламберт виновен в гибели её «самца» в Мексике (см. «Перехватчики»). Члены отряда гибнут один за другим, ведь пришелец может быть любым из них. Ситуация осложняется также тем, что генерал российской армии Грушков использовал эту АЭС для нелегального производства и продажи ядерных боеголовок.

## В ролях
| Актёр              | Роль                  |
| ------------------ | --------------------- |
| Оливье Грюнер      | лейтенант Шон Ламберт |
| Роджер Р. Кросс    | Нэтан МакКаллистер    |
| Адриенна Уилкинсон | Дон ДеСильвия         |
| Найджел Беннетт    | Джек Баваро           |
| Элизабет Грэйсен   | Адрианна Сайкс        |
| Христо Шопов       | коммандер Горшков     |
| Юлиан Вергов       | лидер повстанцев      |
| Ева Шир            | пришелец              |